# Miedź Legnica
Miedź Legnica is een op 18 juli 1971 opgerichte voetbalclub uit Legnica in Polen. 
De club speelde vanaf het seizoen 2012/13, na promotie uit de II liga (groep west),  in de I Liga. In het seizoen 2017/18 werd Miedź Legnica kampioen van de I liga en komt daarmee in het seizoen 2018/19 voor het eerst uit in de Ekstraklasa. De clubkleuren zijn blauw-rood-groen. 

## Erelijst
I liga
Winnaar 2017/18
Poolse beker
Winnaar in 1992

## In Europa
Uitslagen vanuit gezichtspunt Miedź Legnica
| Seizoen | Competitie   | Ronde | Land               | Club      | Totaalscore | 1e W    | 2e W    | PUC |
| ------- | ------------ | ----- | ------------------ | --------- | ----------- | ------- | ------- | --- |
| 1992/93 | Europacup II | 1R    | Vlag van Frankrijk | AS Monaco | 0-1         | 0-1 (T) | 0-0 (U) | 1.0 |

Totaal aantal punten voor UEFA coëfficiënten: 1.0

## Bekende (oud-)spelers
- Jurich Carolina
- Kacper Kostorz
- Wojciech Łobodziński
- Valērijs Šabala